# بيير كلافر موسافو
بيير كلافر ماغانغا موسافو (بالفرنسية: Pierre Claver Maganga Moussavou)‏ (من مواليد 8 أبريل 1952-) هو سياسي غابوني شغل منصب نائب رئيس الغابون من 2017 إلى 2019. وهو رئيس الحزب الديمقراطي الاجتماعي.

## الحياة و الوظيفة
ولد ماغانغا موسافو لعائلة بونو في مويلا، ودرس التاريخ الاقتصادي في جامعة عمر بونغو، ثم في جامعة رين. حصل على درجة الدكتوراه من جامعة السوربون في عامين فقط، ونُشرت أطروحته بعنوان "المساعدة العامة لفرنسا من أجل تنمية الغابون" باللغتين الفرنسية والإنجليزية في أوائل الثمانينيات. بعد عودته إلى الغابون في عام 1978، عمل كمفتش عام للمالية، ومستشارًا اقتصاديًا وماليًا للحكومة، ثم مديرًا لأموال صندوق النقد الدولي.
في عام 1990، أسّس ماغانغا موسافو الحزب الديمقراطي الاشتراكي. ترشّح للحزب في الانتخابات الرئاسية عامي 1993 و1998، ولم يحصل أبداً على 1% من الأصوات. وعلى الرغم من ذلك، عينه الرئيس عمر بونغو لرئاسة سلسلة من الوزارات منذ منتصف التسعينيات: التخطيط والزراعة والنقل والطيران المدني والسياحة.
انتُخب ماغانغا موسافو عمدةً للدائرة الثانية لمويلا في عام 2006، ولكن تمّت إقالته في العام التّالي، حيث يحظر القانون الغابوني على البرلمانيين العاملين العمل كممثّلين سياسيّين محليّين. وفي الانتخابات ليحل محله، طرح في البداية عدة مرشحين بالوكالة، لكنه سحبهم جميعًا بعد ذلك وأعلن أن حزبه سيقاطع التصويت. كما قام بتعطيل عملية فرز الأصوات عن طريق أخذ صندوق اقتراع إلى منزله لعدة ساعات.
بعد وفاة عمر بونغو، أعلن ماغانغا موسافو عن نيّته التّرشّح للانتخابات الرئاسية لعام 2009. ظلّ في البداية وزيرًا للتعليم الفني في حكومة بول بيوغي مبا المؤقتة، ولكن بعد انتقادات من أحزاب المعارضة الأخرى، استقال من منصبه قبل ثلاثة أسابيع من الانتخابات. كانت سياساته الرئيسية هي تعزيز النمو السكاني إلى هدف 5.000.000، ونقل المزيد من السلطات إلى المناطق، ومضاعفة الحد الأدنى للأجور وزيادة الشفافية المالية. وحصل على 0.76% من الأصوات.
بعد خروجه من الحكومة في أغسطس 2009، عاد ماغانغا موسافو إلى مقعده في الجّمعيّة الوطنيّة (البرلمان الغابوني). في 6 فبراير 2010، أثناء مناقشة عمله البرلمانيّ مع العاملين في مجال الصّحّة في مويلا، قال ماغانغا موسافو إن مديريّة الأمن العام تظلُّ جزءًا من الأغلبية الرئاسيّة الدّاعمة للرئيس علي بونغو. كما تحدث بشكل إيجابي عن موازنة العام المالي 2010، مشيراً إلى حجم الأموال المخصصة للاستثمار، رغم أنه انتقد أيضاً عدم تخصيص الأموال لمختلف المشاريع التي تم البدء بها خلال رئاسة عمر بونغو.
شارك ماغانغا موسافو في الحوار السّياسيّ الوطنيّ لعام 2017 ممثلًا للمعارضة. وكان من زعماء المعارضة القلائل الذين شاركوا في الحوار الذي قاطعه جان بينغ وحلفائه. في الحوار، كان ماغانغا موسافو أحد الرئيسين المشاركين للمعارضة، إلى جانب رينيه نديميزو أوبيانج. وطالب ماغانغا موسافو بإلغاء الحظر المفروض على تولي منصب عمدة المدينة أثناء خدمته في البرلمان. وبعد الحوار عُين نائباً لرئيس الغابون في 21 أغسطس 2017. في 21 مايو 2019، فقد منصبه بسبب تورطه في تجارة الأخشاب غير القانونية مع شركة صينية.